# Den stora sportboken
Den stora sportboken är ett svenskt samlingsverk om insatser av svenskar i idrottsvärlden som ges ut av Strömbergs/Brunnhages.
Verket består av två delar (dock numrerade 4 och 5, då boken ses som en uppföljare till Århundradets största sportprofiler). Den stora sportboken skildrar Sveriges insatser i idrottsvärlden, boken omfattar alla idrotter där Sverige tagit OS- eller VM-medalj. Varje idrottsgren presenteras med en historisk del och en del där alla svenska medaljprestationer finns med i tabellform. I det fall med en svensk världs- eller olympiamästare finns även en biografi om denna.